# هينريتش غيبهارد
هينريتش غيبهارد (بالإنجليزية: Heinrich Gebhard)‏ هو معلم موسيقى وعازف بيانو وملحن أمريكي، ولد في 25 يوليو 1878 في باد زوبرنهايم في ألمانيا، وتوفي في 5 مايو 1963 في نورث أرلينغتون في الولايات المتحدة.